# George S. Hammond

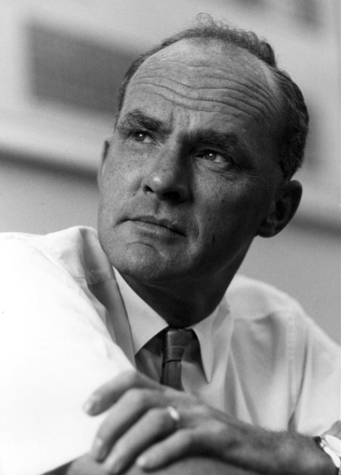
George S. Hammond

George Simms Hammond (* 22. Mai 1921 in Auburn (Maine); † 5. Oktober 2005 in Portland (Oregon)) war ein US-amerikanischer Chemiker. Er gilt als einer der Begründer der organischen Photochemie.
Hammond besuchte das Bates College in Lewiston (Maine) mit dem Bachelor-Abschluss in Chemie magna cum laude 1943 und wurde 1947 bei Paul D. Bartlett an der Harvard University mit der Arbeit The inhibition of the peroxide induced polymerization of allyl acetate promoviert. Als Post-Doktorand war er an der University of California, Los Angeles bei Saul Winstein. 1948 wurde er Assistant Professor und später Professor an der Iowa State University und 1958 wurde er Professor für Organische Chemie am Caltech, ab 1968 als Arthur Amos Noyes Professor. 1968 bis 1972 war er Vorstand der Fakultät für Chemie und Chemieingenieurwesen. Ab 1972 war er Professor an der University of California, Santa Cruz.
Außerdem war er seit den 1970er Jahren  bis 1987 in verschiedenen leitenden Positionen bei der Allied Signal Corporation in Morristown (New Jersey).
Nach ihm ist das Hammond-Postulat benannt (manchmal auch Hammond-Leffler-Postulat). 1961 gelang ihm die Umlagerung von Dien-Verbindungen unter Einwirkung von Licht in Cyclobutan-Derivate.
1994 erhielt er die Glenn T. Seaborg Medal und die National Medal of Science. Er erhielt die Priestley-Medaille (1976), den George A. Olah Award in Hydrocarbon or Petroleum Chemistry und den James Flack Norris Award (1968). Er ist mehrfacher Ehrendoktor (Gent, Weizmann-Institut, Wittenberg, Bates College, Georgetown University, Bowling Green State University). Er war seit 1963 Mitglied der National Academy of Sciences und 1974 bis 1978 deren Sekretär für Auswärtiges. 1965 wurde er Fellow der American Academy of Arts and Sciences, 1956/1957 war er Guggenheim Fellow.

## Schriften
- Models in chemical science; an introduction to general chemistry, Benjamin 1971
- mit Donald J. Cram: Organic Chemistry, 1959, 2. Auflage, McGraw Hill 1964, 3. Auflage mit James B. Hendrickson 1970
- mit John H. Richards, Donald J. Cram Elements of Organic Chemistry, McGraw Hill 1967
- mit James S. Fritz: Quantitative Organic Analysis, Wiley 1957
- mit Joseph B. Dence, Harry B. Gray: Chemical Dynamics, Benjamin 1968